# 望斎秀月
望斎 秀月（ぼうさい しゅうげつ、生没年不詳）とは明治時代の浮世絵師。

## 来歴
下田氏、一説に戸田氏。名は皓。師は未詳。秀月、望斎と号しており、歌川派の絵師で明治10年から明治20年代に活躍している。明治18年（1885年）には芝愛宕下町2丁目1に住んでおり、また芝浜松町4丁目15に住んでいた。錦絵の他に新聞挿絵なども描いている。

## 作品
- 「弓張月之内」　大判3枚続　明治18年
- 「皇国製茶図会」　横大判揃物　明治18年　望斎秀月の落款
- 「日比谷煉兵場観兵式之図」　大判3枚続　明治19年